# Tuc de Serreta
El Tuc de Serreta o Tuc Serreta, és una muntanya que es troba en el límit dels termes municipals de la Vall de Boí (Alta Ribagorça) i Naut Aran (Vall d'Aran), dins del Parc Nacional d'Aigüestortes i Estany de Sant Maurici.

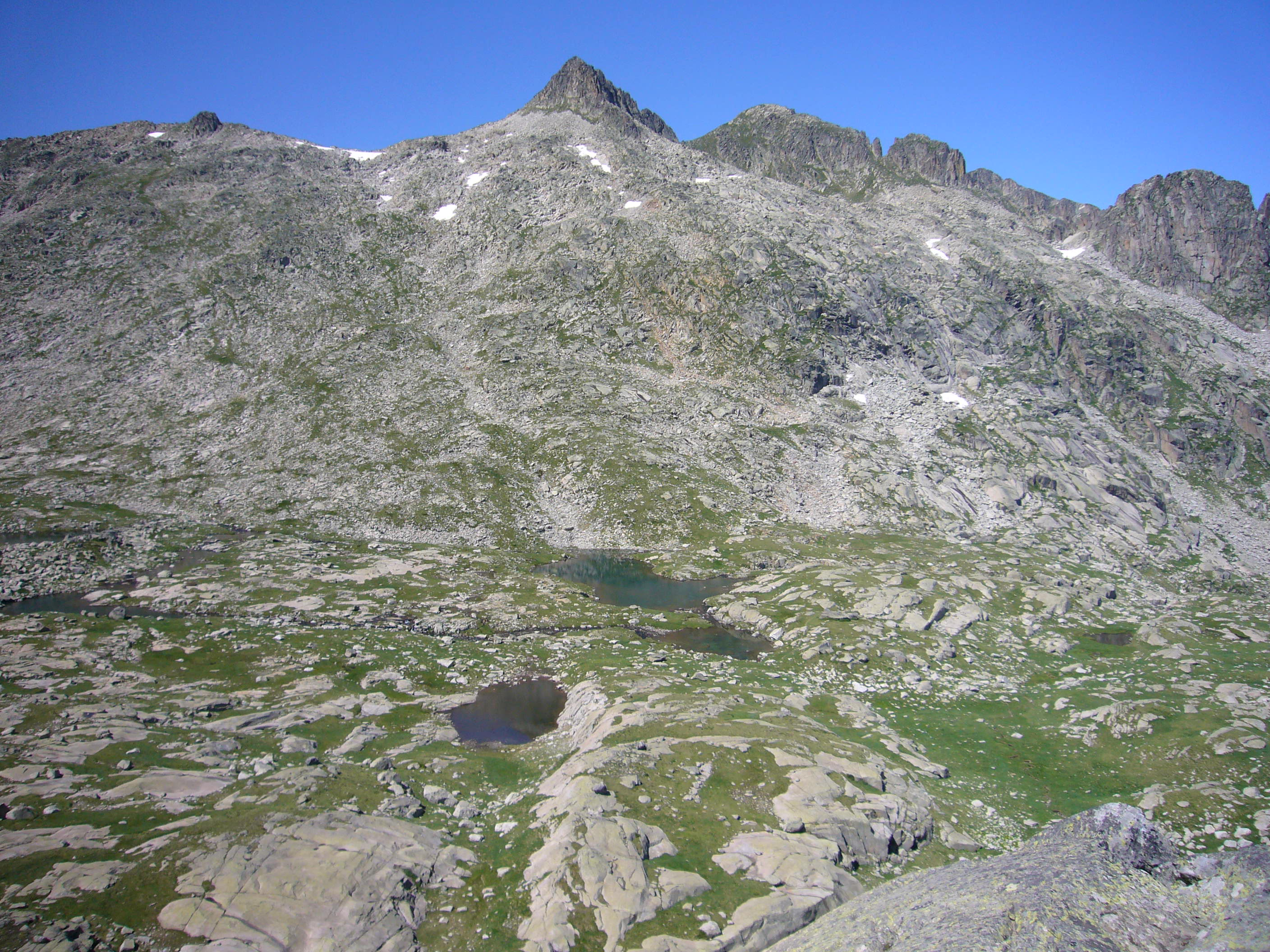
El Tuc de Serreta des del Circ de Colomèrs (Imatge amb anotacions)

El pic, de 2.746,5 metres, s'alça a la carena que separa la Vall de Colieto (SO) i el Circ de Colomèrs (NE); amb el Tuc de Balaguera a l'oest-nord-oest, i el Pòrt de Colomèrs al sud-sud-est.